# Sailor Mars
Sailor Mars (セーラーマーズ?, Sērā Māzu), il cui vero nome è Rei Hino (火野 レイ?, Hino Rei), è uno dei personaggi principali della serie manga/anime Sailor Moon, la terza guerriera a unirsi al gruppo. Nell'adattamento italiano anni '90 della versione televisiva, è stata ribattezzata con il nome di Rea.

## Creazione
Il cognome della ragazza è scritto con l'ideogramma hi- (火? lett. "fuoco"), presente anche nel nome giapponese del pianeta Marte (火星?, Kasei, lett. "pianeta del fuoco"). Il pianeta a cui fa riferimento è infatti Marte, associato tradizionalmente alla guerra (dal dio Marte) ma anche al fuoco nella mitologia giapponese. Inoltre, i due corvi che vivono con lei nel santuario, Phobos e Deimos, sono i nomi delle due lune di Marte, mentre il suo castello di Marte si chiama PhobosDeimos Castle. Anche il suo segno zodiacale, Ariete, nell'astrologia occidentale è un segno sotto l'elemento del fuoco, ed è dominato dal pianeta Marte. Il nome non ha un significato proprio in quanto scritto in katakana, anche se secondo l'ordine giapponese Hino Rei (火野 レイ?) viene pronunciato come hi no rei (火の霊? lett. "spirito del fuoco" o "Rei del fuoco").
Sailor Mars è inoltre una miko, sacerdotessa di un tempio shintoista, con diversi poteri legati alla preveggenza e alla purificazione del male. Le miko utilizzano una serie di strumenti rituali, tra cui figura lo azusayumi, un arco tradizionale, ed è per questo che diversi attacchi magici di Sailor Mars includono archi e frecce di fuoco.

## Aspetto e carattere

Sailor Mars nell'anime.

Studia nella scuola privata femminile T.A. e vive al tempio shintoista Hikawa (lett. "fiume di fuoco"), assieme a suo nonno e ha due corvi, Phobos e Deimos, che sono i nomi di due importanti satelliti del pianeta Marte. Suo padre è un famoso politico, mentre sua madre è morta a causa di una malattia quando Rei era una bambina. È una ragazza molto testarda ed energica, a volte antipatica, egocentrica, scontrosa, egoista, irascibile e saccente, ma in certi casi sa essere decisamente altruista e simpatica. È una bella ragazza dai lunghi capelli neri e gli occhi scuri.
All'inizio, essendo una miko, viene considerata una strega e allontanata dai suoi coetanei. È in grado di percepire il male con il Kuji no in, un'antica preghiera augurale, e fa uso di pergamene sacre per allontanare le energie negative. È molto brava nel canto e sa suonare bene il pianoforte; tra le sue passioni vi è anche la lettura di fumetti, ma il suo hobby preferito in assoluto è predire il futuro. I suoi colori preferiti sono il rosso e il nero.
Nel manga, Sailor Mars si discosta dalla sua controparte animata, avendo un atteggiamento più adulto e maturo: difatti, non si perde in sciocchi litigi con Usagi, anche se non perde occasione per pungerla sul vivo, rimarcando i suoi difetti. Ha un atteggiamento più serio, freddo e distaccato delle altre protagoniste e un portamento elegante e raffinato, tanto che Luna inizialmente la identifica come la principessa.
Nell'episodio 90 afferma che il suo sogno è quello di diventare una compositrice di canzoni, una modella, una doppiatrice e una moglie amorevole. Ha cantato una canzone all'interno della seconda serie, Eien no Melody (traducibile come Melodia eterna; nell'adattamento italiano, pur mantenendo la medesima musica, le parole cambiano così come il titolo, che diviene Eterno Romanticismo).
Nella side-story Casablanca Memory viene rivelato che Sailor Mars aveva un amico d'infanzia, Kaidō, da anni in politica come "delfino" del padre della stessa Sailor Mars. Nella serie anime, al tempio Sailor Mars ha un aiutante, Yūichirō (Yuri nell'edizione italiana), un giovane innamorato di lei.

## Trasformazioni e aspetti

### Sailor Mars

Simbolo di Marte

Sailor Mars è la forma senshi di Rei, conosciuta per la sua fuku che gioca sul colore rosso e sul viola, così come per i tacchi che porta, e nel manga e nella serie live per il piccolo gioiello intorno alla vita. Attraverso la serie viene chiamata come Combattente della Guerra, e Guerriera delle Fiamme e della Passione.
In giapponese, il nome del pianeta Marte è Kasei (火星?), cioè fuoco e oggetto celeste. Come per Sailor Mercury, anche se il nome utilizzato deriva da un dio romano, le sue abilità provengono dalla mitologia giapponese. La maggior parte dei suoi attacchi sono offensivi, e come miko, possiede alcune capacità psichiche, come la piromanzia, avvertire il pericolo o bloccare gli spiriti malvagi. Nel manga e nella serie live viene rivelato che Sailor Mars è la seconda leader delle Guardian Senshi, dopo Sailor Venus.
Nel finale della terza parte del manga, grazie a Super Sailor Moon e dopo la sola modifica della spilla, e successivamente da sola nella quarta parte nonché nella quarta serie dell'anime, ottiene un power up diventando più potente come guerriera. Sailor Mars acquisisce nuovi poteri, e la sua uniforme finisce per cambiare. Apparsa prima nell'act 38 (act 33 prima edizione del manga) grazie a Super Sailor Moon e successivamente nell'act 41 (act 36 prima edizione) del manga, quando riceve il Mars Crystal, la sua uniforme diventa simile a quella di Super Sailor Moon. Con questo power up, nell'anime, viene detto che ottiene i poteri di Super Sailor Senshi, ma tale suffisso non viene mai utilizzato davanti al suo nome di guerriera, né nell'anime e neanche nel manga.
Il terzo e ultimo cambiamento, che appare solo nel manga nell'act 48 (act 42 prima edizione), Sailor Mars è simile a Eternal Sailor Moon senza ali.

### Princess Mars
Secondo il manga, durante gli anni del Silver Millennium, Sailor Mars ricopriva anche il ruolo di principessa di Marte, il suo pianeta. Aveva il compito, insieme alle altre guerriere, di proteggere la Principessa Serenity e il Regno della Luna. Viveva sul pianeta Marte nel PhobosDeimos Castle (nome dei due satelliti del pianeta, ma anche dei due corvi che le tengono compagnia), e la si vede indossare una veste rossa come compare nel manga e negli artbook. Naoko Takeuchi la disegnò una volta nelle braccia di Jadeite, uno dei quattro Shitenno. La canonicità di questa relazione passata è evidente nel breve racconto Casablanca. Quando il nemico di turno fa notare a Sailor Mars come lei non sia in grado di staccarsi dal passato, soprattutto in materia amorosa, al volto di Kaidou si sovrappone quello di Jadeite, lasciando intendere che la bella guerriera e lo Shitenno fossero molto legati all'epoca di Silver Millennium.

## Poteri e attacchi
Trasformazioni
| Formula originale           | Formula italiana (anime)                                                                                        | Formula Italiana (manga)                                 | Uso nella serie     |
| --------------------------- | --- | -------------------------------------------------------- | ------------------- |
| Mars Power, Make Up!        | Potere di Marte, Vieni a Me! / Potere di Marte, trasformami!                                                    | Potere di Marte, Vieni a Me! / Mars Power, Make Up!!     | tutte               |
| Mars Star Power, Make Up!   | Potere di Marte, Vieni a Me! / Potere planetario di Marte, Vieni a Me! / Potere stellare di Marte, trasformami! | Potere di Marte, Vieni a Me! / Mars Star Power, Make Up! | manga/anime         |
| Mars Planet Power, Make Up! | Potere planetario di Marte, trasformami!                                                                        | Mars Planet Power, Make Up!                              | manga/Crystal       |
| Mars Cristal Power Make Up! | Potere del Cristallo di Marte, vieni a me! / Potere del Cristallo di Marte, trasformami!                        | Mars Crystal Power Make Up!                              | anime/manga/Crystal |

Attacchi
| Nome originale                                                                               | Traduzione                                                                                   | Nome italiano (anime)                                                                                    | Nome Italiano (manga) | Uso nella serie               |
| -------------------------------------------------------------------------------------------- | -------------------------------------------------------------------------------------------- | --- | --- | ----------------------------- |
| Akuryou Taisan                                                                               | Disperditi Spirito Maligno!                                                                  | Pergamena, Azione! / Spirito Malvagio Sparisci!                                                          | Vattene, Spirito Maligno! / Disperditi, spirito maligno! / Spirito malvagio, Vade Retro! / Vade Retro, Spirito Maligno! ! | tutte                         |
| Fire Soul                                                                                    | Anima di Fuoco                                                                               | Fuoco, Azione!                                                                                           | n/a | anime anni 90                 |
| Fire soul bird                                                                               | Uccello dell'Anima di Fuoco                                                                  | Uccello di Fuoco, Azione!                                                                                | n/a | anime anni 90                 |
| Burning Mandala                                                                              | Ardenti Maṇḍala                                                                              | Cerchi di Fuoco Saettanti, azione! / Super sfere di fuoco! / Mandala infuocati!                          | Cerchi di Fuoco Saettanti, Azione! / Burning Mandala!                                                                     | tutte                         |
| Mars Flame Sniper                                                                            | Cecchino Fiammante di Marte                                                                  | Marte: Freccia Infuocata di Marte, azione! / Marte: Freccia di Marte, Azione! / Marte: Freccia Infuocata | Mars Flame Sniper | manga/anime/Crystal           |
| Youma Taisan                                                                                 | Disperditi mostro!                                                                           | n/a | Via, spirito maligno! | manga (seconda edizione)/live |
| Mars Snake Fire                                                                              | Serpente di fuoco di Marte                                                                   | Serpente infuocato di Marte!                                                                             | Mars Snake Fire | manga/Crystal                 |
| Sailor Planet Attack! (con Sailor Moon e le Guardian Senshi)                                 | Attacco Planetario Sailor!                                                                   | Assalto Planetario Sailor, Azione! / Assalto planetario Sailor!                                          | Sailor Planet Attack! | tutte                         |
| Sailor Planet Power! (con Sailor Moon, Guardian Senshi anime e nel manga anche con le Outer) | Potere Planetario Sailor                                                                     | Assalto Planetario Sailor, Azione!                                                                       | Sailor Planet Power! | tutte                         |
| Sailor Special Garlic Attack (con le altre Guardian Senshi)                                  | Attacco speciale Sailor all'aglio                                                            | Speciale Super attacco Sailor al sapor di aglio                                                          | n/a | anime                         |
| Sailor Planet Power Uranus! Neptune! Pluto! Mercury! Mars! Jupiter! Venus! Meditation!       | Potere Planetario Sailor Uranus! Neptune! Pluto! Mercury! Mars! Jupiter! Venus! Meditazione! | Potere planetario Sailor: Urano! Nettuno! Plutone! Mercurio! Marte! Giove! Venere! Riflessione!          | Sailor Planet Power Uranus! Neptune! Pluto! Mercury! Mars! Jupiter! Venus! Meditation!                                    | manga/Crystal                 |
| Galactica Gale (con le altre Guardian Senshi)                                                | Vento galattico                                                                              | n/a | Galactica Gale! | manga                         |

L'Akuryo Taisan è l'unico attacco che Sailor Mars esegue anche in forma civile, questo perché non è tanto un vero attacco, quanto un esorcisimo shintoista, effettuata lanciando un fuda (striscia di carta su cui è scritto il nome di una divinità) che Sailor Mars è in grado di eseguire in quanto Miko, effettuando prima il kuji kiri, (un mantra composto da nove sillabe e altrettanti gesti delle mani), concluso con il grido Akuryo Taisan! (traducibile con Spirito Maligno, Sparisci! o Spirito Maligno, Vade Retro!), mentre nell'adattamento Mediaset la formula è diventata: Mistica Pergamena, Caricati della Potenza del Fuoco e Sprigiona La tua Energia! Pergamena, Azione! Tuttavia in alcuni casi diventa: Mistica pergamena, caricati della potenza del fuoco e sprigiona la tua energia! Sacro Fuoco a me!. Nel manga non è usata la formula completa e la ragazza si limita a urlare la parte finale dell'esorcismo, escludendo il mantra. In particolare, nella seconda edizione l'attacco viene reso con: Vade Retro, Spirito Maligno!

## Doppiatrici e attrici
Nella versione originale, Sailor Mars viene doppiata da Michie Tomizawa, la quale affermò che lavorare per la serie Sailor Moon era stato "magico" per lei, mentre in Sailor Moon Crystal da Rina Satō.
Nella versione italiana è stata doppiata inizialmente da Alessandra Karpoff, fino all'inizio della seconda serie, quando viene sostituita da Giusy Di Martino; nel ridoppiaggio del primo film è doppiata da Georgia Lepore, mentre in Sailor Moon Crystal è doppiata da Gaia Bolognesi.
Negli spettacoli del musical, è stata interpretata da un numero totale di dieci attrici: Hiroko Nakayama (1993-1994), Misako Kotani (1994-1998), Asuka Umemiya (1995), Hiromi Sakai (1998), Eri Kanda (1999-2001), Megumi Yoshida (2001-2002), Aiko Kawasaki (2003), Lisa Honma (2004-2005), Kanon Nanaki (2013-2015) e Karen Kobayashi (dal 2016).
In Pretty Guardian Sailor Moon, Sailor Mars è stata interpretata da Keiko Kitagawa. Keiko è stata a tal punto felice di interpretare Rei, da finire per chiedere a tutti i suoi fan di chiamarla "Rei-Chan" qualora fosse capitato a questi ultimi di incontrarla. In vari flashback sulla sua infanzia, così come nelle fotografie da bambina, è stata interpretata da Haruhi Mizukuro e Akira Tanaka.